# Cinéma éthiopien

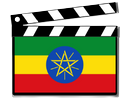
Un clap aux couleurs du drapeau éthiopien.

L'article cinéma éthiopien vise à rendre compte de tous les aspects du cinéma en Éthiopie (population estimée à 111 000 000 habitants en 2021). Il est parfois désigné comme "Eollywood".

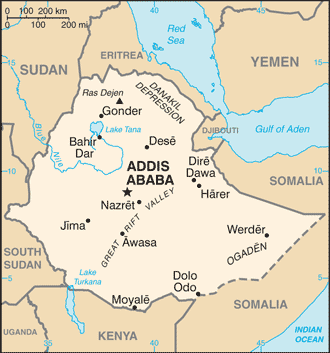
Situation de l'Éthiopie.

## Histoire
Le premier appareil cinématographique (projecteur) semble avoir appartenu à l'empereur Menelik II (1844-1913).
Le cinéma parvient en Érythrée en 1922 avec les Frères mineurs capucins.
Le cinéma commercial arrive à Djibouti vers 1930, pour diffusion régionale (en Éthiopie et Érythrée).
Le théâtre est une activité culturelle traditionnelle assez ample dans le pays, et des acteurs étaient également demandeurs de réalisations locales. Le cinéma semble avoir été rejeté par une partie de la population, dont la première salle de cinéma en 1923 : Ye Seytan Bet (la maison du diable), au moins pour ce qui concerne la fiction étrangère.
Le couronnement de la reine Zewditou en 1917 aurait été l'objet du premier court métrage documentaire.
Le couronnement de son successeur, en 1930, Haïlé Sélassié Ier, fait l'objet de reportages.
L'agression et l'occupation italienne en Érythrée et en Éthiopie entraînent la création d'une colonie italienne : Érythrée italienne (1890-1936), Afrique orientale italienne (1936-1941/1947). Le cinéma italien connaît une diffusion globalement à destination des expatriés, et sans doute bloque le développement d'une production autochtone.
Le premier long métrage éthiopien de fiction serait Who is Hirut's father ? (en) (1957 ou 1965) de Lambros Jokaris (réalisation) et Elaha Ibsa (scénariste et producteur).
En 1986, débutent la réalisation et la production de films en vidéo haute définition (HD), d'abord pour enregistrer les cérémonies privées (mariage, naissance) et publiques, ensuite pour créer en vue de commercialisation et diffusion : Fiker Mechereshaw.
En 1993 est créée l'"Ethiopian Filmmakers Association" (EFIMA).
Autres associations : International Emerging Film Talent Association (IEFTA), Ethiopian Film Initiative (EFI), Sandscribe.

## Économie
L'industrie cinématographique est très restreinte, mais bien vivante.

## Films
- Liste de films éthiopiens
- Films éthiopiens par genre
- Films documentaires éthiopiens (en)
- Liste des longs métrages éthiopiens proposés à l'Oscar du meilleur film international

### Festivals
- Ethiopian International Film Festival (en) (EIFF, Addis-Abeba, annuel, depuis 2005)
- Addis International Film Festival (en) (AIFF, Addis-Abeba, 2007, annuel)[3]
- Images That Matter, festival de courts-métrages[4]

### Prix
- Leza Awards (en) (depuis 2010)
- Gumma Film Awards (en) (depuis 2014)

### Succès en Éthiopie
- Taza (ታዛ)
- Beza (ቤዛ)
- Yewendoch Guday (የወንዶች ጉዳይ)
- Rebuni (ረቡኒ)
- Kerbie (ከርቤ)

### Succès hors d'Éthiopie
- La Récolte de trois mille ans (1976, documentaire)
- Blood is Not Fresh Water (1997, documentaire)
- Kezkaza Wolafen (2003)
- Teza (2008), Grand Prix du Jury, Mostra de Venise 2008
- The Athlete (Atletu, 2009)
- Selanchi (en) (2009)
- Difret (2014)
- Lamb (2015)
- Le Prix de l'amour (2015)
- Lamabdina (en) (2015)
- Yenifasu Filmya (2019)

## Intervenants
- Producteurs éthiopiens
- Monteurs éthiopiens

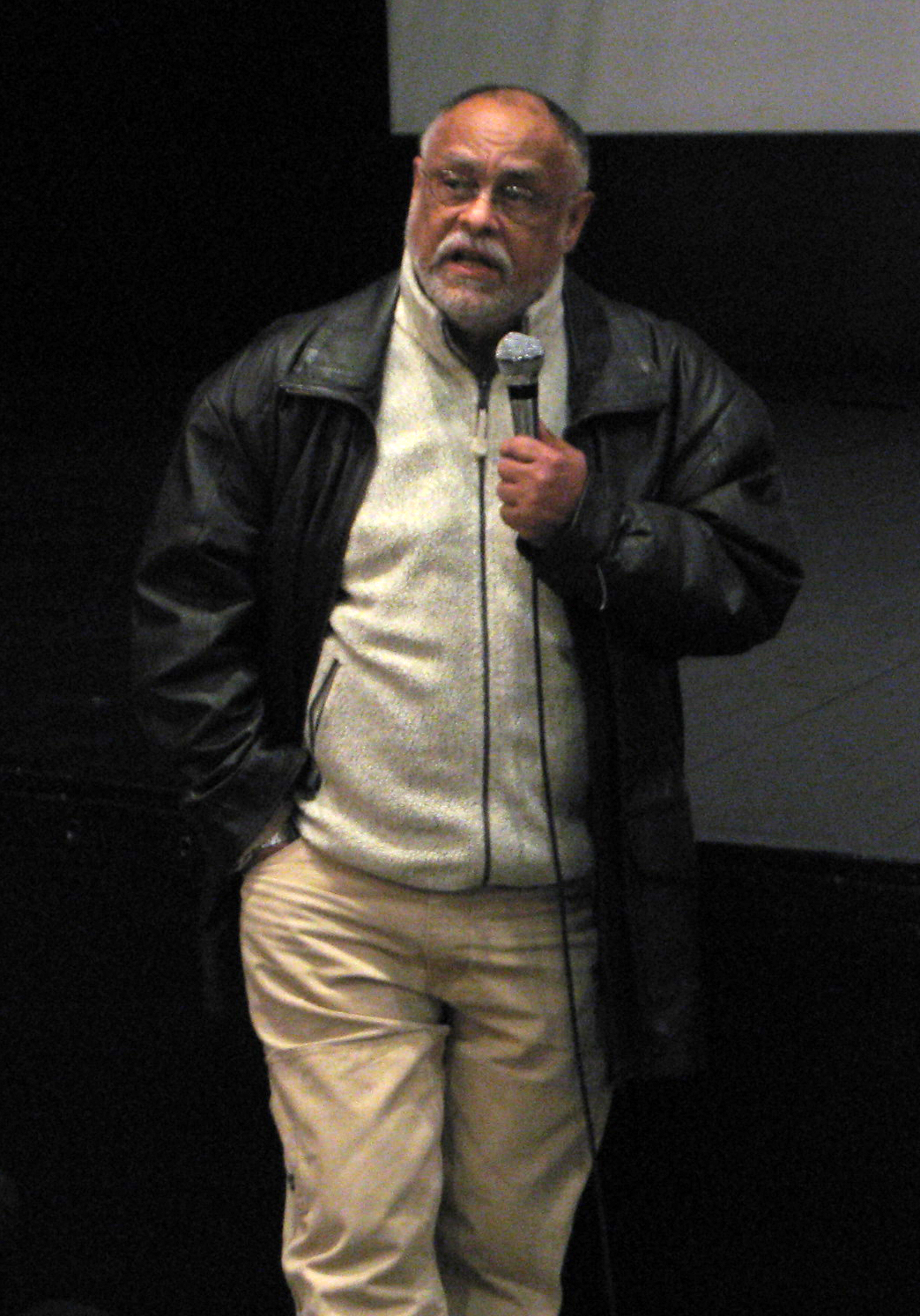
Hailé Gerima (1946-)
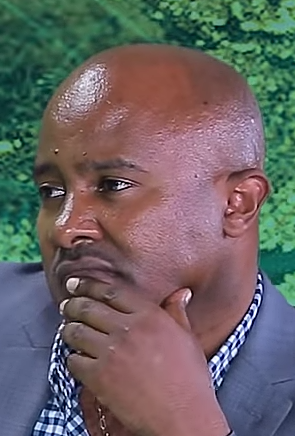
Theodros Teshome (en)

### Réalisateurs
- Réalisateurs éthiopiens
- Ilala Ibsa / Lambros Jokaris, Who is Hirut's father ? (en) (1965)
- Teshome Gabriel (en) (1939-2010)
- Hailé Gerima (1946-), La Récolte de trois mille ans (1976), Imperfect Journey (1994), Adwa (1999)
- Salem Mekuria (en) (1947-)
- Theo Eshetu (1958-)
- Theodros Teshome (en) (1970-)
- Zeresenay Berhane Mehari (1974-)
- Yared Zeleke (1978-)
- Yared Shumete (1982-)
- Hermon Hailay (1985-), The Price of Love (2015)
- Theo Eshetu, Blood Is Not Fresh Water (1997)
- Tesfaye Senke, Tsetzet (1993)
- Helen Tadesse, Yeberedo Zemen
- Zelalem Woldemariam
- Abel Mekasha
- Adanech Admassu
- Hiwot Admasu Getaneh
- Daniel Negatu, Fighting with Father, Autofocus
- Daniel Debebe
- Yemane Demissie
- Yidnekachew Shumete, Siryet (2007)
- Yohannes Feleke, Just for One Day (2008, 10')
- Eyerusalem Kassahun, Traffic Cop (2013)
- Kidist Yilma, Rebuni (2015)
- Arsema Worku, Emnet (2016)
- Mo Scarpelli, Anbessa (2019)
- Abel Mekasha, Superno (2021)
- Jessica Beshir, Faya Dayi (2021)

### Scénaristes
- Scénaristes éthiopiens

### Acteurs
- Acteurs éthiopiens (en)

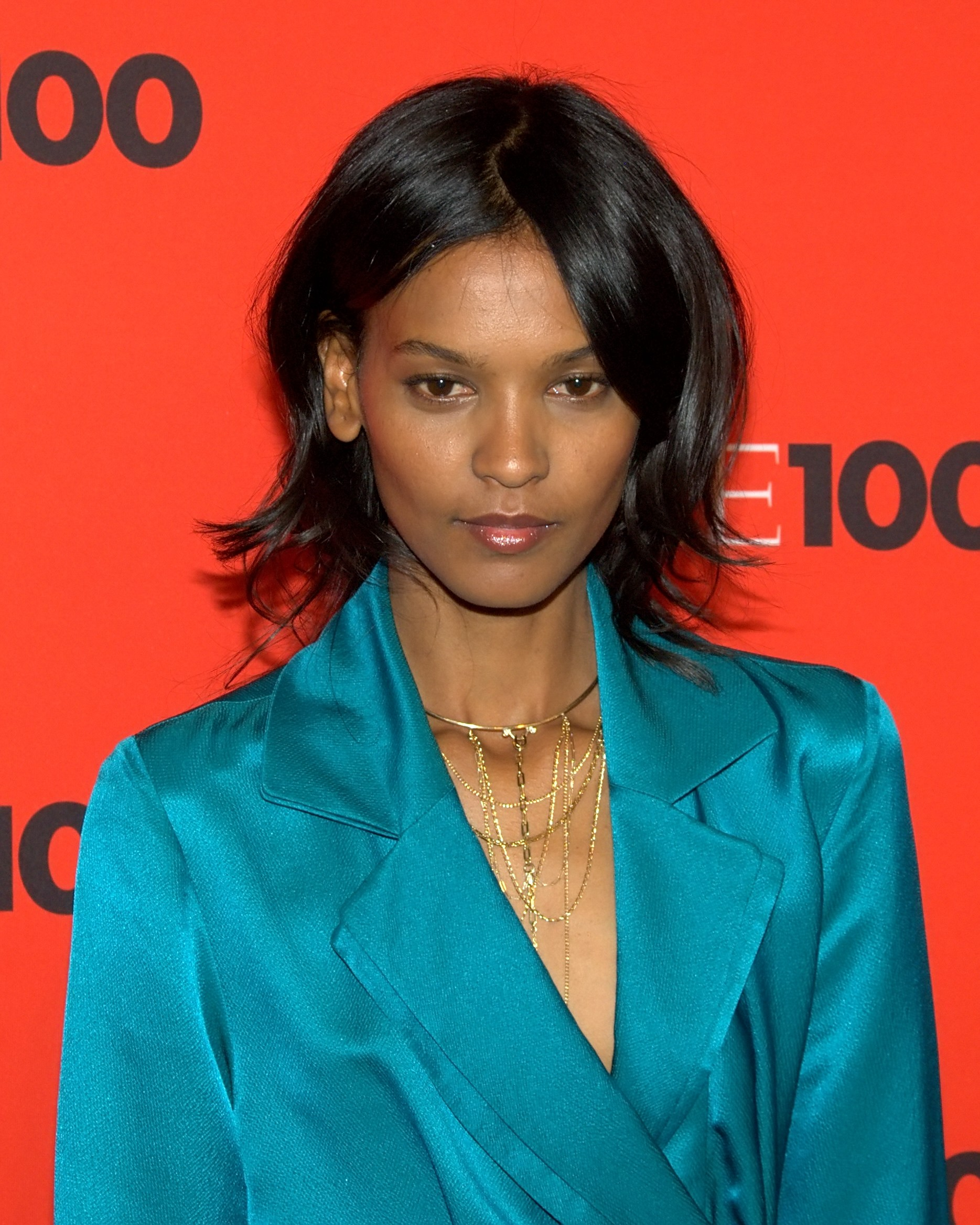
Liya Kebede (1978-)
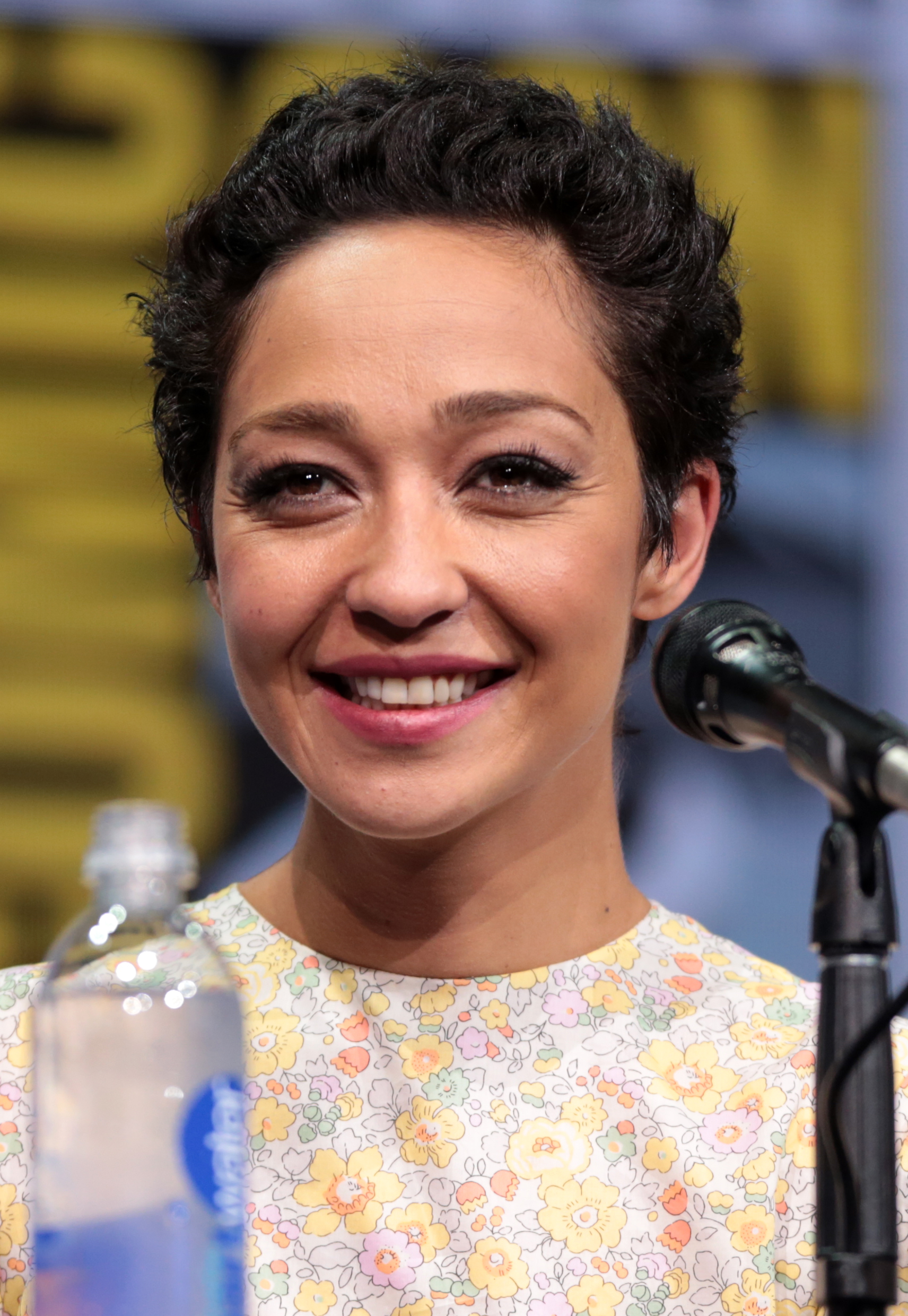
Ruth Negga (1982-)
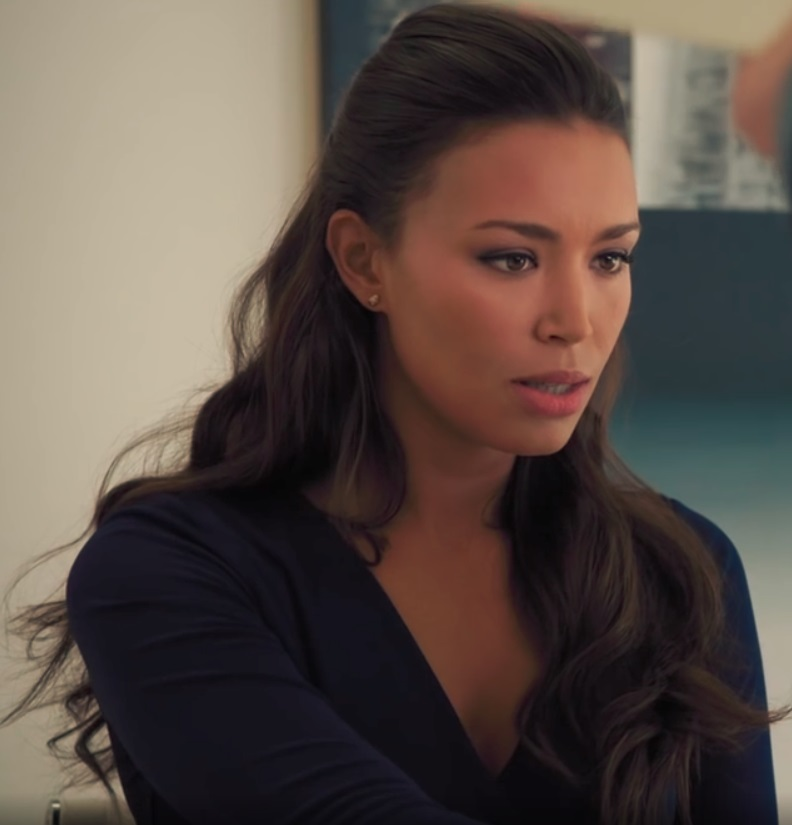
Ilfenesh Hadera (1985-)

### Formation
Longtemps, artistes et techniciens ont été formés à Cuba ou en Russie. Désormais, le pays dispose de formations locales :
- Blue Nile Film and Television Academy,
- Yofthahe Nigussie School of Theatrical Arts,
- Addis Ababa University Visual and Performing Arts.